# المسجد العالي
المسجد العالي هو مسجد يقع في مدينة سريناغار في ولاية جامو وكشمير شمال الهند , بني المسجد عام 1471 , وهو ثاني أكبر مسجد في وادي كشمير بعد المسجد الجامع والذي يقع أيضا في سريناغار.